# Lisa Angell
Lisa Vetrano, beter bekend onder haar artiestennaam Lisa Angell (Parijs, 21 september 1968) is een Franse zangeres.

## Biografie
In 2011 bracht ze haar eerste album uit, met als titel Les divines. Later volgen er nog twee albums in 2013 (Des mots...) en in 2014 (Frou-Frou). Ze raakte vooral bekend als lid van de vaste kern die wekelijks te zien was tijdens Les chansons d'abord op France 3 in 2014.
In januari 2015 maakte France Télévisions bekend dat ze Lisa Angell intern hadden geselecteerd om Frankrijk te vertegenwoordigen op het Eurovisiesongfestival 2015, dat gehouden zou worden in de Oostenrijkse hoofdstad Wenen. Daar vertolkte ze het volledig in het Frans N'oubliez pas. Ze behaalde daar de 25ste plaats op 27 deelnemers.
1956: Mathé Altéry + Dany Dauberson · 
1957: Paule Desjardins · 
1958: André Claveau · 
1959: Jean Philippe · 
1960: Jacqueline Boyer · 
1961: Jean-Paul Mauric · 
1962: Isabelle Aubret · 
1963: Alain Barrière · 
1964: Rachel · 
1965: Guy Mardel · 
1966: Dominique Walter · 
1967: Noëlle Cordier · 
1968: Isabelle Aubret · 
1969: Frida Boccara · 
1970: Guy Bonnet · 
1971: Serge Lama · 
1972: Betty Mars · 
1973: Martine Clémenceau · 
1975: Nicole Rieu · 
1976: Catherine Ferry · 
1977: Marie Myriam · 
1978: Joël Prévost · 
1979: Anne-Marie David · 
1980: Profil · 
1981: Jean Gabilou · 
1983: Guy Bonnet · 
1984: Annick Thoumazeau · 
1985: Roger Bens · 
1986: Cocktail Chic · 
1987: Christine Minier · 
1988: Gérard Lenorman · 
1989: Nathalie Pâque · 
1990: Joëlle Ursull · 
1991: Amina · 
1992: Kali · 
1993: Patrick Fiori · 
1994: Nina Morato · 
1995: Nathalie Santamaria · 
1996: Dan Ar Braz & Héritage des Celtes · 
1997: Fanny · 
1998: Marie Line · 
1999: Nayah · 
2000: Sofia Mestari · 
2001: Natasha Saint-Pier · 
2002: Sandrine François · 
2003: Louisa Baïleche · 
2004: Jonatan Cerrada · 
2005: Ortal · 
2006: Virginie Pouchain · 
2007: Les Fatals Picards · 
2008: Sébastien Tellier · 
2009: Patricia Kaas · 
2010: Jessy Matador · 
2011: Amaury Vassili · 
2012: Anggun · 
2013: Amandine Bourgeois · 
2014: Twin Twin · 
2015: Lisa Angell · 
2016: Amir · 
2017: Alma · 
2018: Madame Monsieur · 
2019: Bilal Hassani · 
2021: Barbara Pravi · 
2022: Alvan & Ahez · 
2023: La Zarra · 
2024: Slimane · 
2025: Louane
- Bibliothèque nationale de France: cb16532613z (data)
- International Standard Name Identifier: 0000 0003 5593 5201
- MusicBrainz: 63814828-a63f-440b-97f2-6c091d4230a3
- Système universitaire de documentation: 158365291